# Teseo (base de datos)
Teseo es el nombre de la dirección web del Fichero central de tesis doctorales de España. El repositorio almacena el fichero central de las tesis doctorales de las universidades españolas. Se trata de un repositorio con propiedades SHS en la búsqueda. La web está gestionada por el Ministerio de Educación, Cultura y Deporte de España y está en servicio desde 2011.
80 universidades y centros de doctorado en todas las disciplinas de España conectan sus tesis doctorales a través del sistema. Se puede acceder a estos datos a través de su motor de búsqueda. 
Además, aunque funciona desde 2011, según la información oficial del Gobierno, es posible consultar archivos que se remontan a 1976.

## Servicios
Teseo es uno de los servicios de búsqueda más utilizados en el mundo académico y cultural hispano. 
- Ofrece la carga de tesis doctorales (tribunales, síntesis).
- Ofrece un servicio de alertas, por el que el suscriptor recibe por correo electrónico información de las materias que desee.
- Permite el alojamiento de revistas en edición electrónica.
- Ofrece servicios específicos a los editores.

En el ranking del Laboratorio de Cibermetría del CSIC, Teseo ocupa el primer puesto entre los portales europeos en español.
Descargar datos de TESEO es muy fácil.  Sigue estos pasos:
- Entra a la base de datos TESEO.
- En el área “Buscar en TESEO”, rellena los campos: Título, Autor, Universidades y período de Curso académico.
- Resuelve el código Captcha y pulsa en “Buscar”.
- Mira los resultados y selecciona el o los archivos que desees abrir. Luego pulsa en “Ver Selección”.
- A continuación, verás la ficha con los datos de cada tesis consultada. Desplázate hasta la opción “Localización” y haz clic al enlace.
- Serás dirigido a la ubicación original del archivo y podrás descargarlo en PDF desde la opción “Descargar”, “Imprimir” o “Ver/Abrir”, de acuerdo con la configuración del sitio.
- Por último, ten en cuenta que podrás hacer búsquedas avanzadas, las cuales permiten introducir más detalles para hallar un trabajo en particular. Así también, es posible imprimir la ficha TESEO de cualquier tesis desde la misma plataforma, en caso de que no te interese descargar el documento completo.